# Везина, Франсуа Жозеф
Франсуа Жозеф Везина́ (фр. François-Joseph Vézina; 11 июня 1849, Квебек — 5 октября 1924, Квебек) — канадский композитори дирижёр.
Сын музыканта-любителя, эпизодически учился музыке у Каликсы Лавайе. В 1867 г. поступил на военную службу в подразделение так называемых Квебекских вольтижёров в качестве трубача, играл на баритоне. Годом позже принял руководство военным оркестром и возглавлял его до 1879 года. Затем руководил различными духовыми оркестрами, сочинял много маршевой и танцевальной музыки. 24 июня 1880 года в Квебеке оркестр под управлением Везина впервые исполнил «Песню нации» его учителя Лавалле, в дальнейшем ставшую государственным гимном Канады.
В 1902 г. Везина основал Квебекский симфонический оркестр и руководил им до конца жизни; в 1922 г. стал также одним из основателей музыкального отделения Университета Лаваля. Автор комических опер «Лауреат» (фр. Le Lauréat; 1906, либретто Феликса Габриэля Маршана), «Раджа» (фр. Le Rajah; 1910) и «Талисман» (фр. Le Fétiche; 1912).
Композитор умер в Квебеке и был похоронен на кладбище Нотр-Дам-де-Бельмон.